# Конторсия

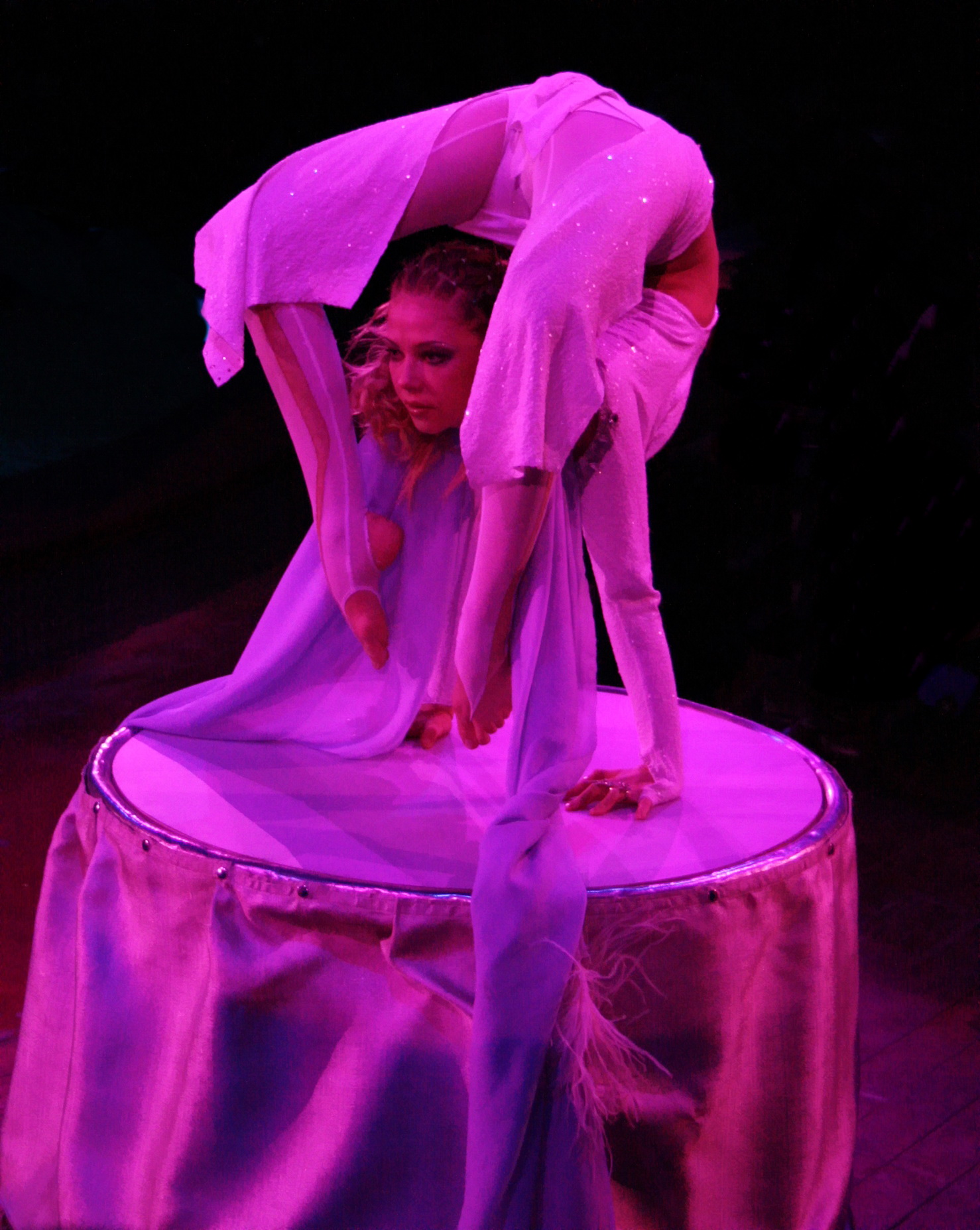
Цирковое выступление

Конторсия, конторсионизм (лат. contorsio) — изгибание тела в необычные формы, включает в себя сильное искривление и сгибание в суставах человека. Конторсия часто является частью акробатики и представлений цирковых артистов. Акробаты, имеющие большую естественную гибкость, развивают её далее посредством акробатических упражнений. Человек, не имеющий таких генетических данных, независимо от пола, возраста или недостатков может достичь такого же уровня гибкости, хотя и с более медленным прогрессом.
В психиатрии конторсией называются извивающиеся движения в разных направлениях при большом истерическом припадке.
В некоторых странах, таких как Монголия, конторсионизм считается национально уважаемой формой искусства, которая имеет культурное значение. На протяжении сотен лет акробаты развлекали толпы по всей Монголии. Конторсионизм обычно начинают практиковать с самого раннего возраста. В Монголии минимально приемлемым является возраст пяти лет, так как они считают, что упражнения на гибкость могут вызвать деформации костей у детей младшего возраста. Некоторые виды спорта, например художественная гимнастика, заинтересованы в начинающих с чрезвычайной гибкостью.
В XIX—XX вв. факиров и индийских йогинов, демонстрировавших различные сложные асаны, англичане сравнивали с циркачами из-за сходства поз.

## Глоссарий
Существуют наиболее известные трюки конторсионистов, в некоторых случаях для большей зрелищности трюки исполняются на зубнике.
- боген (нем. Bogen — лук), изгиб (англ. backbend), дуга, складка — сильный прогиб назад в стойке на руках или ногах; в стойке на зубнике — англ. Marinelli bend
- кольцо — прогиб назад до касания головы ногой (кольцо одной) или ногами (кольцо двумя)
- коробочка (англ. chest stand, boxed backbend)
- лягушка — кольцо с опорой на поверхность бёдер и прямые руки
- мексиканка — стойка на руках с прогибом и закинутыми за голову до горизонтали чуть разведёнными ногами
- мост — прогиб назад в стойке на руках и ногах (гимнастический) или голове и ногах (борцовский)
- шпагат